# Чудотворец (Секретные материалы)
«Чудотворец» (англ. «Miracle Man») — восемнадцатый эпизод первого сезона сериала «Секретные материалы», главные герои которого — Фокс Малдер (Дэвид Духовны) и Дана Скалли (Джиллиан Андерсон), агенты ФБР, расследующие сложно поддающиеся научному объяснению преступления, называемые «Секретными материалами». В данном эпизоде Малдер и Скалли расследуют дело Сэмюэла Хартли – молодого проповедника из Теннесси, который способен исцелять смертельно больных людей наложением рук. Несколько последних попыток Сэмюэля исцелить людей закончились смертельным исходом, и агенты пытаются выяснить истинные причины событий. Эпизод принадлежит к типу «монстр недели» и никак не связан с основной «мифологией сериала», заданной в первой серии.
Премьера состоялась 18 марта 1994 на телеканале FOX. От критиков эпизод получил смешанные отзывы, однако ввёл сюжетную линию Саманты Малдер, ставшую в дальнейшем одной из основополагающих в сериале.

## Сюжет
В 1983 году маленький мальчик, Сэмюэл Хартли, прокладывает себе дорогу среди команды спасателей, чтобы, открыв мешок с телом погибшего от огня человека, оживить сильно обгоревший труп словами «Встань и исцелись».
Десять лет спустя Скалли показывает Малдеру видеоплёнку религиозной службы, которую ведёт теперь уже выросший Хартли. Он стал последователем евангельской веры и целителем для паствы, которой руководит его приёмный отец – Келвин Хартли. На видео записаны секунды двух предполагаемых исцелений, пациенты которых позже умерли. Агенты приезжают в Теннесси и обнаруживают, что Сэмюэл пропал, хотя позже его обнаруживают в баре пьяным в стельку. Его вера пошатнулась от случившегося. Агенты сомневаются в его способностях, но Сэмюэлу удаётся убедить Малдера тем, что он знает его сестру, Саманту, пропавшую в детстве. Малдеру неоднократно является видение Саманты. Сэмюэла берут под стражу, но на слушании его дела по освобождению парня под залог, в зале суда начинает роиться саранча — это помогает ему вернуться на свободу. Освободившись, Сэмюэл возвращается в свой приход и пытается вылечить женщину в кресле-коляске. Однако она начинает задыхаться в приступе и умирает, что снова приводит к повторному аресту Сэмюэла. Аутопсия показывает, что женщина умерла от отравления цианидом. В то же время Малдер и Скалли обнаруживают доказательства того, что полчища саранчи — вполне обычные для этой местности кузнечики — были кем-то выпущены в зал суда через вентиляционную систему здания. Малдер уверен в невиновности Сэмюэла, и хотя ему удаётся убедить местного шерифа Мориса Дэниэлса в том же, шериф позволяет двум людям забить Сэмюэла до смерти. У себя дома Леонард Вэнс, человек, оживлённый на пожаре десять лет назад и ставший певчим в церковном приходе, видит Сэмюэла со следами побоев на лице, который обвиняет его в предательстве церкви и повинности в убийствах. Вэнс сознаётся и кается в своей озлобленности из-за того, что был воскрешён с такой ужасной внешностью. Малдер и Скалли, отследившие большую поставку кузнечиков Вэнсу, видят его умирающим от отравления цианидом из собственного стакана с водой. Прежде чем упасть замертво, Вэнс сознаётся агентам в содеянном.
Когда агенты готовятся завершить свою работу над этим делом, они получают телефонное сообщение о том, что тело Сэмюэла исчезло из морга, а свидетели видели его, сильно побитого, разгуливавшим в окрестностях. Тем временем шериф Дэниэлс взят под стражу своим помощником для допроса прокурором штата из-за смерти Сэмюэла. Когда Малдер и Скалли покидают Теннесси, приход закрывается, а Малдер, прежде чем сесть в машину, видит последнее видение своей сестры.

## Производство
Сценарий эпизода стал первым среди тех, что Говард Гордон написал без помощи своего старого соратника Алекса Гансы. Пара ранее работала над многими сериями «Секретных материалов». Создатель сериала Крис Картер сказал, что Говард Гордон пришёл к нему домой с просьбой о помощи и сотрудничестве, «Мы просто пошли в мою гостиную, поставили перед собой доску и через несколько часов вышли с этой историей». Первоначально сценарий имел более религиозные аллюзии, но цензоры из FOX возражали против того, чтобы вероисповедника-целителя избивали распятым, что привело к вырезанию отдельных сцен из сценария.
Натурные съёмки городских пейзажей проводились в городке Стивенсон, Британская Колумбия, где прежде снимался эпизод «Транссексуал». Съёмки в доме преподобного Хартли снимались в особняке в округе Лэнгли, где команда воспользовалась старым бассейном в здании, чтобы разместить необходимое оборудование. Сцены, снятые в шатре священника, были сделаны в один день и потребовали около 300 человек массовки. Продюсер Р. В. Гудвин считает, что самой большой сложностью в создании этого эпизода была задача найти в Ванкувере достаточное количество актёров, которые смогли бы изобразить акцент жителей южных штатов. Пришлось нанять специалиста, который ставил произношение актёрскому составу, чтобы они не звучали, как «будто прибыли из 15 разных частей юга».

## Эфир и отзывы
Премьера эпизода состоялась на канале Fox 18 марта 1994 года. Рейтинг Нильсена составил 7,5 балла с долей в 13,0, означающий, что примерно 7,5 процента из всех оборудованных телевизором домозяйств в США  и 13 процентов от всех домохозяйств, смотревших телевизор в тот вечер, были настроены на премьеру эпизода. Количество зрителей, смотревших премьеру, оценивается в 7,1 миллиона человек.
От критиков эпизод получил смешанные отзывы. В ретроспективном обзоре первого сезона «Entertainment Weekly» присвоил серии оценку «B-» (2,75 балла из 4-х). Работа Скотта Бэйрстоу удостоилась похвалы, но издание подвергло критике «натянутый сюжет» и стереотипное изображение религиозных южан, добавив, что подобная мизансцена больше подошла бы Джессике Флетчер, нежели Малдеру и Скалли. Зак Хэндлен, обозреватель «The A.V. Club», также счёл сюжет «по большому счёту, предсказуемым», а использование религиозных образов не достигающим должного эффекта. Мэтт Хэй в статье для «Den of Geek» сказал, что раскрытие личности убийцы вызвало подлинное удивление, а концовка эпизода является одной из лучших в первом сезоне.  Хэй связал это с тем, что эпизод, в значительной мере, фокусируется на личных переживаниях Малдера, связанных с его сестрой. Сюжетная линия, связанная с исчезновением Саманты Малдер, впоследствии стала одной из основополагающих в сериале.
В 2000 году сюжет «Чудотворца» был новелизирован Терри Биссоном.